# Aggtelek

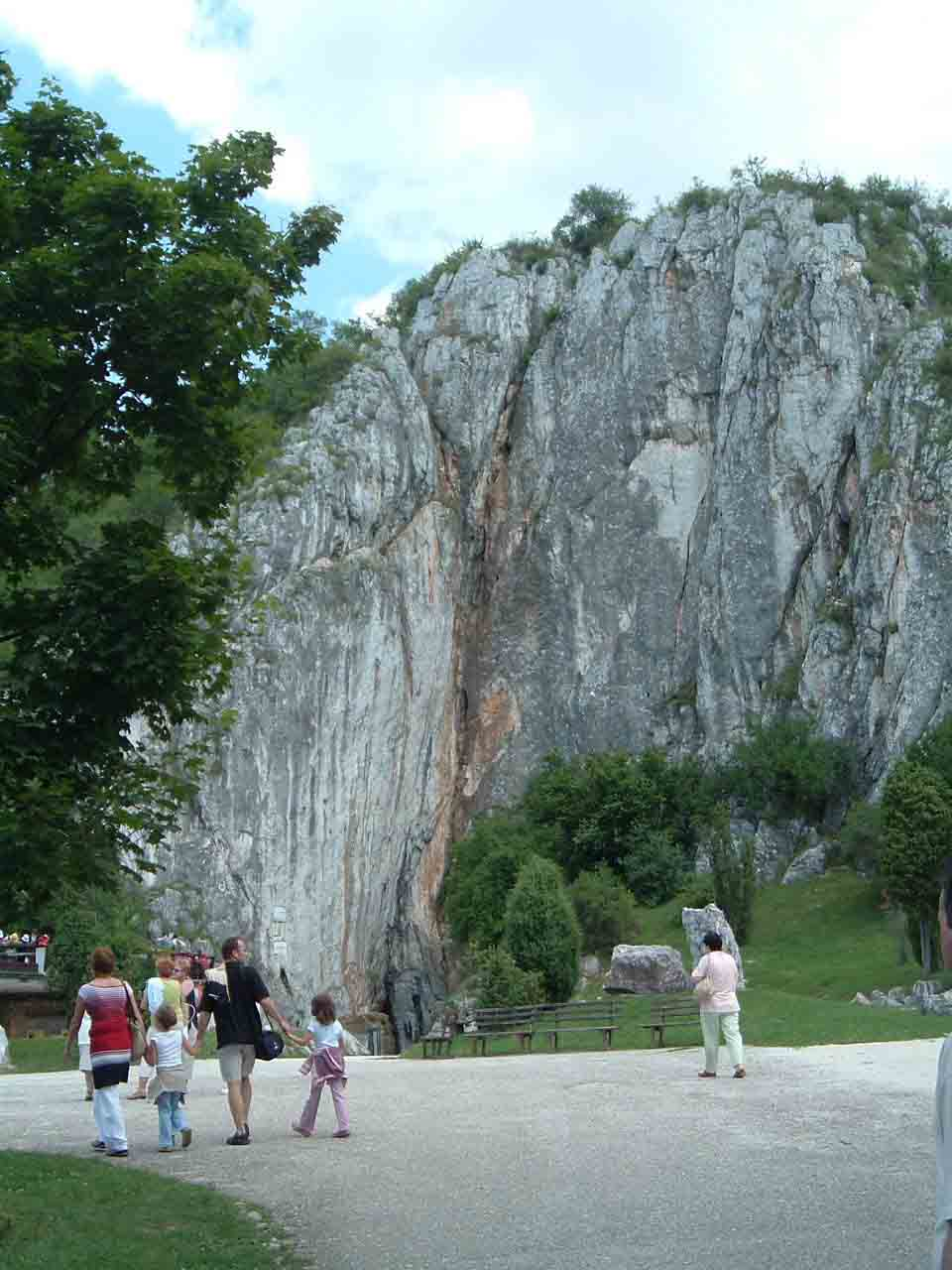
A Baradla-barlang bejárata

Aggtelek község Borsod-Abaúj-Zemplén vármegyében, a Putnoki járásban. Itt van az ország egyik leghíresebb cseppkőbarlangjának, a Baradla-barlangnak néhány bejárata.

## Fekvése
Miskolctól mintegy 50 kilométerre északnyugatra fekszik, a szlovák határhoz közel; a legközelebbi települések dél felől Trizs (6 km), kelet felől Jósvafő (5 km), északnyugat felől pedig a már Szlovákiához tartozó Kecső (Kečovo, 5 km).
A legközelebbi város Szendrő (30 km).
A település főutcája a Borsodi-dombságon és az Aggteleki-karszton is végighúzódó 2603-as út; ebből ágazik ki, 28,500-as kilométerszelvénye közelében, északnyugatra a barlangrendszer főbejárata felé vezető 26 104-es út, amely e számozással az országhatárig, majd Szlovákiában 587-es számozással Kecső külterületén, majd Gömörhosszúszón, Pelsőcön és Csetneken át egészen a Rozsnyótól északnyugatra fekvő Alsósajó és Henckó településekig vezet.
Vasútvonal nem érinti a települést; a Miskolc–Tornanádaska-vasútvonal Jósvafő-Aggtelek vasútállomásának elnevezése megtévesztő: valójában Perkupa település közigazgatási területén található, Aggtelektől mintegy 18 kilométer távolságra.

## Nevének eredete, változása
Az „Aggtelek” szó az „Ag” (Og) személynév és a „Telek” (a tatárjárás idején elnéptelenedett település) összetételével alakult ki; első írásos említése ebben a formában 1346-ból maradt fenn. Egy korábbi, 1295-ös iratban még „Novák” néven szerepelt (e szláv szó jelentése: „új telepes”).

## Története
A terület az őskor óta lakott, itt kerültek elő a bükki kultúra tárgyi leletei. A település már a honfoglalás idején benépesült, a tatárjárás után azonban hosszú évtizedekre lakatlan maradt. Az ősi település magva a mai harangtorony és templom környékén, ÉNY–DK irányban hosszan elnyúló dombtetőn alakult ki. A  termőföld gyenge minősége miatt a falu gazdasági életének alapja a 2. század közepéig a hegyi állattenyésztés, a mészégetés és a szövő-fonó háziipar volt.
Csokonai Vitéz Mihály barátja, Puky István és Ragályi Gedeon társaságában 1801. július 5-én látogatta meg a cseppkőbarlangot.
Petőfi Sándor felvidéki utazása során, 1845. május 24-én járt itt, nevét bevéste a barlang falába. Élményeit az „Úti jegyzetek” című munkájában írta le.
1858-ban tűzvész pusztította el a települést: az iskola és egy lakóház kivételével leégett a falu minden háza. A templom falai állva maradtak, de az épület teljesen kiégett.
A második világháborúban az átvonuló szovjet csapatok dúlták fel a községet.
Az 1950-es években a Borsodi szénmedence bányáinak megnyitása és Kazincbarcika nehéziparának felfejlesztése munkaalkalmakat és viszonylagos jólétet teremtett a környéken. A mezőgazdaságban maradt az egyéni gazdálkodás: kétszer is szerveztek ugyan termelőszövetkezetet, de az mindkétszer életképtelennek bizonyult.
Természeti értékeinek köszönhetően a település ma turisztikailag kiemelt jelentőségű. Az UNESCO 1995. december 6-án az Aggteleki-karszt és a Szlovák-karszt barlangjait, köztük a Baradla–Domica-barlangrendszert és a Béke-barlangot a világörökség részévé nyilvánította.

## Közélete

### Polgármesterei
- 1990–1994: Farkas Lajos (FKgP)[4]
- 1994–1998: Farkas Lajos (FKgP)[5]
- 1998–2002: Éles Miklós (Fidesz)[6]
- 2002–2006: Éles Miklós (Fidesz)[7]
- 2006–2010: Éles Miklós (független)[8]
- 2010–2014: Horkay István (független)[9]
- 2014–2019: Horkay István (független)[10]
- 2019–2024: Rőczei Patrik (független)[11]
- 2024– : Rőczei Patrik (független)[1]

## Népesség
A település népességének alakulása:
| Lakosok száma | 586  | 572  | 557  | 513  | 480  | 456  | 451  |
|               | 2013 | 2014 | 2015 | 2021 | 2022 | 2023 | 2024 |

A 2001-es népszámlálás adatai szerint a település minden lakosa magyar volt.
2003-ban teljes népessége még 665 fő volt, de ez a szám a következő hat évben csaknem százzal csökkent.
A 2011-es népszámlálás során a lakosok 88,1%-a magyarnak, 0,2% ruszinnak, 0,5% szlováknak mondta magát (11,6% nem nyilatkozott; a kettős identitások miatt a végösszeg nagyobb lehet 100%-nál). A vallási megoszlás a következő volt: római katolikus 14,1%, református 62,8%, görögkatolikus 2,9%, evangélikus 0,2%, felekezet nélküli 3,4%, (16,2% nem nyilatkozott).
2022-ben a lakosság 94,2%-a vallotta magát magyarnak, 0,8% szlováknak, 0,4% németnek, 0,2% bolgárnak, 0,2% cigánynak, 0,2% ruszinnak, 4,6% egyéb, nem hazai nemzetiségűnek (5,8% nem nyilatkozott; a kettős identitások miatt a végösszeg nagyobb lehet 100%-nál). Vallásuk szerint 11% volt római katolikus, 49,4% református, 3,8% görög katolikus, 0,4% egyéb keresztény, 0,4% evangélikus, 6,9% felekezeten kívüli (28,1% nem válaszolt).

## Látnivalók
- Az Aggteleki-karszt barlangjai

Az Aggteleki-karszt Magyarország legészakibb kistája, a Gömör–Tornai karsztvidék magyarországi része. Az egész hegység természetvédelmi terület, az Aggteleki Nemzeti Park része.
Aggteleken 20 barlang található: az Agancsos-réti-víznyelő, a Babot-kúti-forrásbarlang, a Baradla-tetői-zsomboly, a Béke-barlang, a Borz-lyuk, a Ciprus-barlang, az Eger-zsomboly, a Haragistyai-rókalyuk, a Húsvét-barlang, a Lófej-tetői-barlang, a Musztáng-barlang, a Néti-lyuk, a Poronya-tetői-barlang, a Ravasz-lyuk-víznyelő barlangja, a Sehova-zsomboly, a Szarvasól-barlang, a Százforintos-barlang, a Szőlő-hegyi-kőfejtő barlangja, a Vízfakadás-barlang és a Vörös-tói-zsomboly.
- Baradla–Domica-barlangrendszer (hivatalosan Jósvafőhöz tartozik)

Ismertségét Közép-Európa leghosszabb barlangjának, a Baradla-barlangnak köszönheti. A Baradlát már az őskori ember is ismerte és lakta. A mai kor embere viszont – vállalkozó kedvétől és vérmérsékletétől függően – számos barlangtúrából választhat, hogy megismerje; ezekről az Aggteleki Nemzeti Park honlapja kínál bővebb tájékoztatást: Barlangtúrákkal kapcsolatos információk Archiválva 2013. június 15-i dátummal a Wayback Machine-ben.
- Ördögszántás és az Aggteleki-tó
- Mészégető kemence

Az Aggteleki-tó mellett felépített kemence emlékéül szolgál a hajdanán igen jelentős bevételi forrást biztosító mészégetésnek.
- Református templom (fehérre meszelt, oromzatos, nyeregtetős, toronytalan)
- Fejfamúzeum és Kopjafa Emlékpark Archiválva 2013. július 4-i dátummal a Wayback Machine-ben
- Harangtorony (a templomtól 200 méterre található)
- Tájház

A tájház egy 20. század eleji zsellérszobát mutat be, amely konyhaként és lakóhelyiségként is szolgált. A szoba korabeli használati tárgyakkal van berendezve, de gazdag textilgyűjteménnyel is rendelkezik. Előzetes bejelentkezés alapján rakott "sparhétján" (tűzhelyén) és esetenként benne készített ételek kóstolására nyílik lehetőség.
- Hagyományok Háza

Az évről évre változó kiállítási anyagot felvonultató bemutatóhely különböző hagyományos paraszti tevékenységformákon keresztül mutat rá arra, hogy a mai táj (azaz a természetvédelmi oltalom alatt álló nemzeti park) az ember és a természet évszázadok óta tartó kölcsönös egymásra hatásának eredményeképpen alakult ki.
- Nagyboldogasszony-kápolna (római katolikus)
- Nyitott parasztudvar (Kossuth Lajos u. 49.). 2007-ben alakították át turistacsalogatónak, és azóta évről évre itt tartják a Gömör-Tornai Fesztivál több rendezvényét is. Az egykori csűrben kialakított színpadon évente többször helyi, amatőr művészek lépnek fel. Az istállógaléria változatos témájú időszaki kiállításoknak ad otthont.
- Aggteleki Nemzeti Park több felszíni és felszín alatti túralehetőséggel
- Gyalogtúra lehetőségek[15]

A harangtoronnyal átellenben, az országút túloldalán állt egykor az ősi aggteleki vendégfogadó, amelyet először 1793-ban említ útirajzában gróf Teleki Domokos, aki itt szállt meg, és igen elégedett volt a szolgáltatással. Később itt szállt meg Petőfi Sándor is, amikor meglátogatta a Baradla-barlangot. Az egyemeletes, zömök épület földszintjén volt a vendéglő, az emeleten pedig a szobák. 1974-ben az épület életveszélyessé vált, ezért lebontották.

## Aggtelek az irodalomban
- Aggtelek az egyik (érintőlegesen említett) helyszíne Mikszáth Kálmán Hogyan lettem én író? című novellájának.
- Aggtelek a címadó helyszíne Lipták Gábor Az aggteleki pásztor című elbeszélésének.
- A hagyomány szerint az ősi aggteleki fogadó tulajdonosáról mintázta a Putnokon született Tóth Ede A falu rossza című népszínművének elhíresült kocsmárosát, Schwarz Mózsit.

## Képgaléria

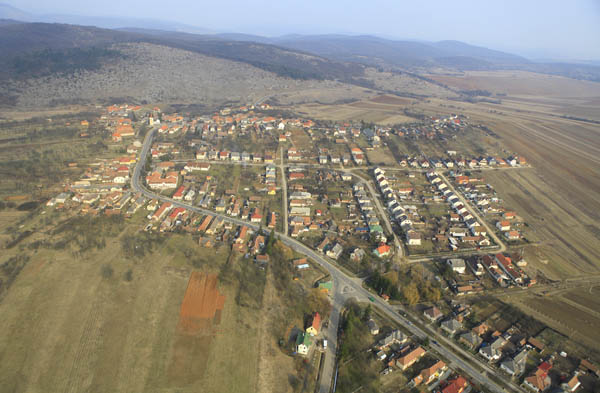
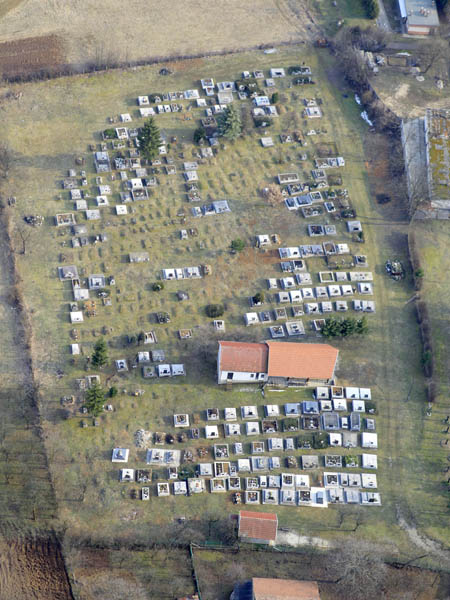
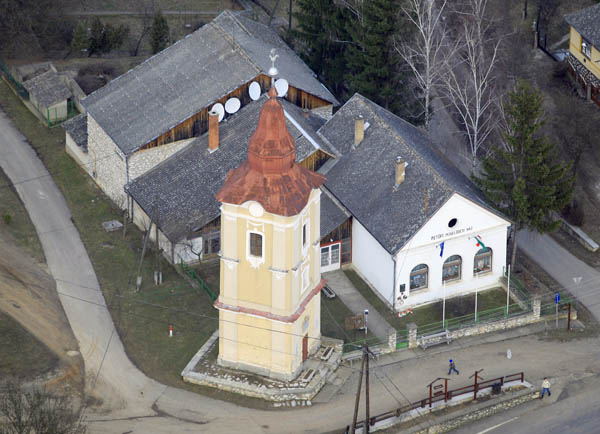
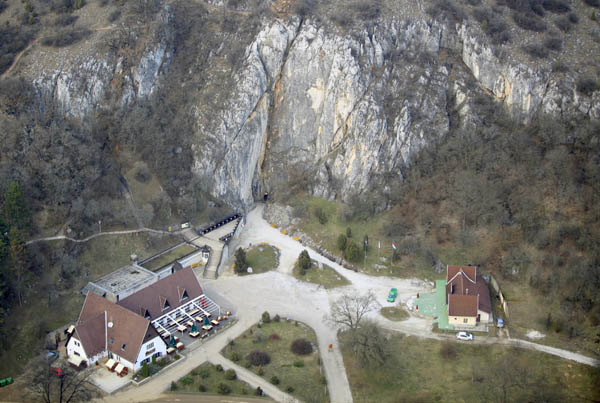
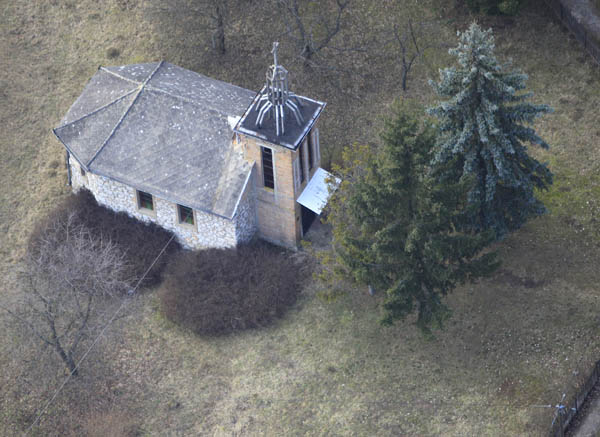